# Beaucourt-sur-l'Ancre
Pour les articles homonymes, voir Beaucourt (homonymie) et Ancre.
Beaucourt-sur-l'Ancre est une commune française située dans le département de la Somme en région Hauts-de-France.

## Géographie

### Localisation

#### Communes limitrophes
|                | Puisieux-au-Mont (Pas-de-Calais) |            |
| Beaumont-Hamel | Beaucourt-sur-l'Ancre            | Grandcourt |
|                | Grandcourt                       |            |

### Description
Beaucourt-sur-l'Ancre est un village rural picard de l'Amiénois de la vallée de l'Ancre, limitrophe du Pas-de-Calais, situé 9 km au nord d'Albert, à 25 km au sud-ouest d'Arras et à la même distance au sud-est de Doullens. Elle est desservie par la route d'Albert à Achiet-le-Grand et la route de Mailly-Maillet à Bapaume.
La commune est traversée par la Ligne de Paris-Nord à Lille, où elle était desservie par la Gare de Beaucourt - Hamel, désormais fermée. La station la plus proche est la gare d'Albert desservie par des trains TER Hauts-de-France, qui effectuent des missions :

- semi-directes entre Rouen, ou surtout Amiens, et Lille ;

- omnibus entre Abbeville, ou surtout Amiens, et Albert, voire Arras.
Le sol de la commune est généralement siliceux et de terre franche sur le plateau, calcaire sur les coteaux et les falaises.
Le relief de la commune est assez accidenté au sud, aux abords de la vallée de l'Ancre. Entre Beaumont-Hamel et Serres, le relief de la commune est celui d'un plateau.
Le climat de la commune est tempéré océanique.

### Hydrographie

#### Réseau hydrographique
La commune est située dans le bassin Artois-Picardie. Elle est drainée par l'Ancre, le Beaucourt-sur-l'Ancre et un autre petit cours d'eau.
L'Ancre, d'une longueur de 37 km, prend sa source dans la commune de Miraumont et se jette  dans la Somme canalisée à Aubigny, après avoir traversé 21 communes.

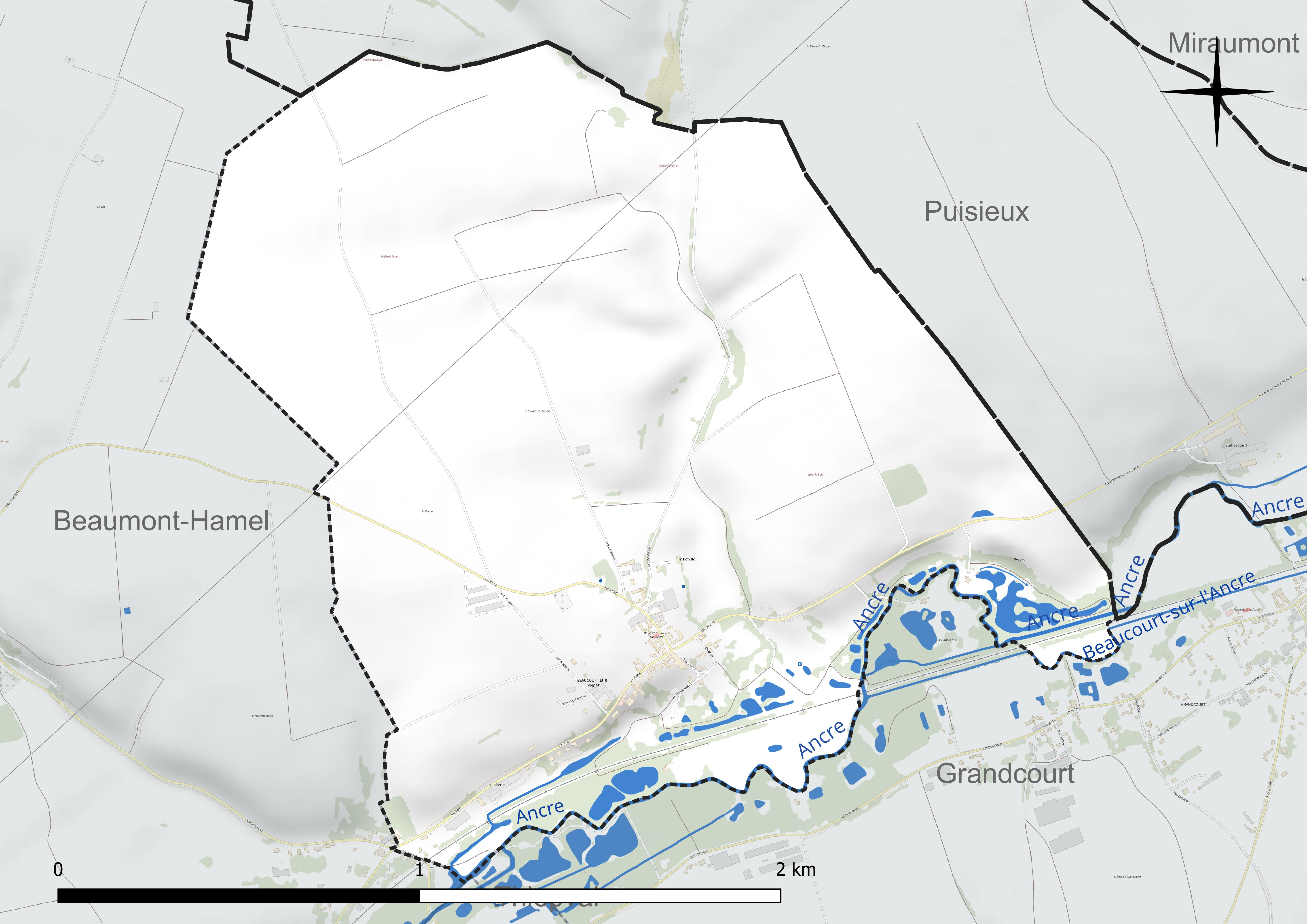
Réseau hydrographique de Beaucourt-sur-l'Ancre.

#### Gestion et qualité des eaux
Le territoire communal est couvert par le schéma d'aménagement et de gestion des eaux (SAGE) « Somme aval et Cours d'eau côtiers ». Ce document de planification concerne un territoire de 1 835 km2 de superficie, délimité par le bassin versant de la Somme canalisée. Le périmètre a été arrêté le 29 avril 2010 et le SAGE proprement dit a été approuvé le 6 août 2019. La structure porteuse de l'élaboration et de la mise en œuvre est le syndicat mixte d'aménagement hydraulique du bassin versant de la Somme (AMEVA).
La qualité des cours d'eau peut être consultée sur un site dédié géré par les agences de l'eau et l'Agence française pour la biodiversité.

### Climat
Pour des articles plus généraux, voir Climat des Hauts-de-France et Climat de la Somme.
En 2010, le climat de la commune est de type climat océanique dégradé des plaines du Centre et du Nord, selon une étude du CNRS s'appuyant sur une série de données couvrant la période 1971-2000. En 2020, Météo-France publie une typologie des climats de la France métropolitaine dans laquelle la commune est exposée à un climat océanique et est dans la région climatique Nord-est du bassin Parisien, caractérisée par un ensoleillement médiocre, une pluviométrie moyenne régulièrement répartie au cours de l'année et un hiver froid (3 °C).
Pour la période 1971-2000, la température annuelle moyenne est de 10,3 °C, avec une amplitude thermique annuelle de 14,3 °C. Le cumul annuel moyen de précipitations est de 738 mm, avec 11,8 jours de précipitations en janvier et 8,9 jours en juillet. Pour la période 1991-2020, la température moyenne annuelle observée sur la station météorologique la plus proche, située sur la commune de Méaulte à 11 km à vol d'oiseau, est de 10,7 °C et le cumul annuel moyen de précipitations est de 730,3 mm,. Pour l'avenir, les paramètres climatiques de la commune estimés pour 2050 selon différents scénarios d'émission de gaz à effet de serre sont consultables sur un site dédié publié par Météo-France en novembre 2022.

## Urbanisme

### Présentation
La commune présente un habitat groupé.
Le village, détruit pendant la Première Guerre mondiale a été reconstruit pendant l'entre-deux-guerres.

### Typologie
Au 1er janvier 2024, Beaucourt-sur-l'Ancre est catégorisée commune rurale à habitat dispersé, selon la nouvelle grille communale de densité à sept niveaux définie par l'Insee en 2022.
Elle est située hors unité urbaine et hors attraction des villes,.

### Occupation des sols
L'occupation des sols de la commune, telle qu'elle ressort de la base de données européenne d'occupation biophysique des sols Corine Land Cover (CLC), est marquée par l'importance des territoires agricoles (88 % en 2018), une proportion identique à celle de 1990 (88 %). La répartition détaillée en 2018 est la suivante : 
terres arables (78,5 %), forêts (12 %), zones agricoles hétérogènes (7,3 %), prairies (2,2 %). L'évolution de l'occupation des sols de la commune et de ses infrastructures peut être observée sur les différentes représentations cartographiques du territoire : la carte de Cassini (XVIIIe siècle), la carte d'état-major (1820-1866) et les cartes ou photos aériennes de l'IGN pour la période actuelle (1950 à aujourd'hui).

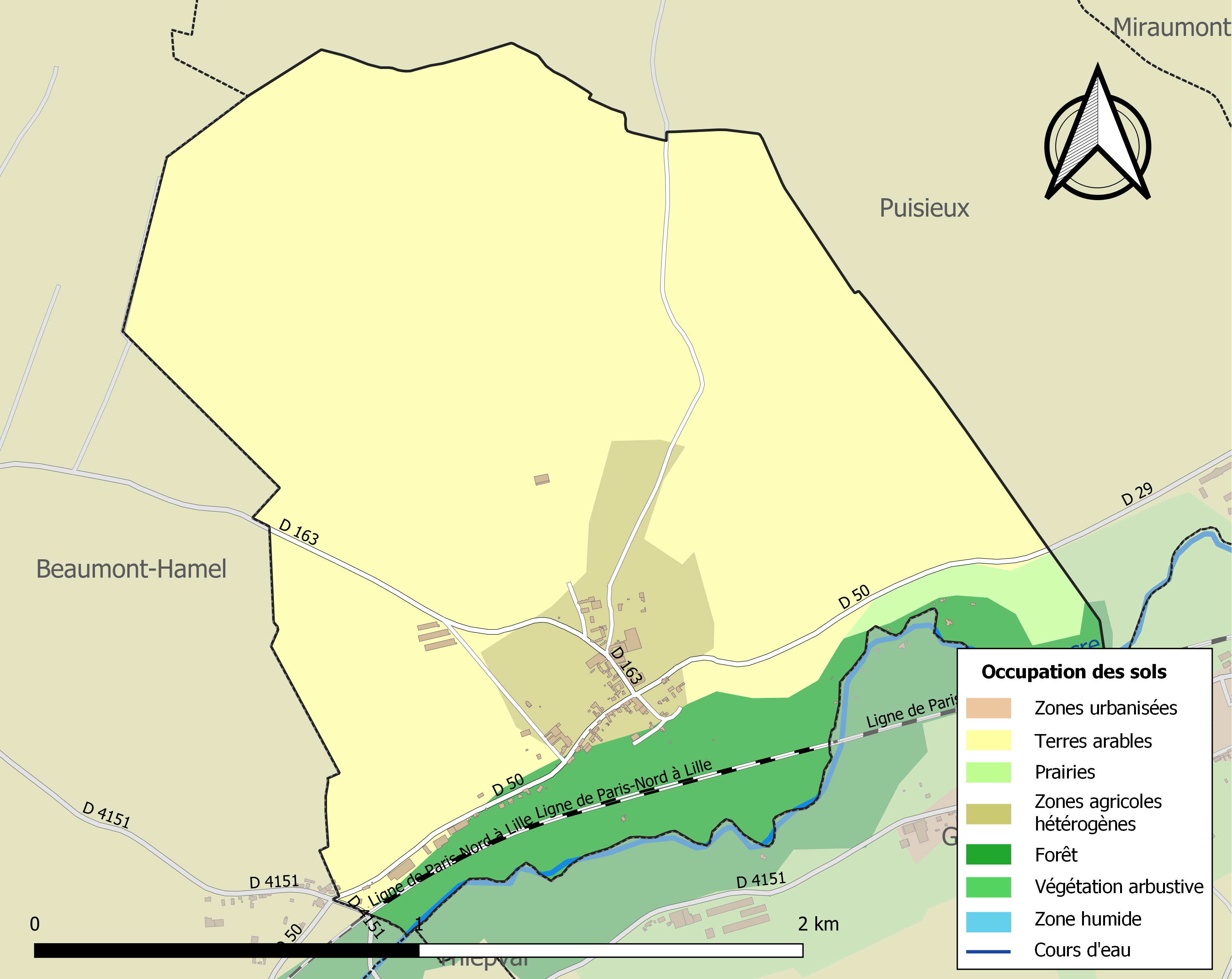
Carte des infrastructures et de l'occupation des sols de la commune en 2018 (CLC).

## Toponymie
Beaucourt est désigné dans les textes anciens par Boccourt et Beaucourt-lez-Miraumont.
L'Ancre est une rivière française du nord, du département de la Somme et du Pas-de-Calais, dans la nouvelle région Hauts-de-France.

## Histoire
En 1736, Beaucourt, qui dépendait jusqu'alors de la paroisse d'Authuille, est érigée en paroisse autonome.
Première Guerre mondiale
Couvrant Thiepval, Beaucourt-sur-l'Ancre avait une position stratégique importante lors de la Première guerre mondiale et a été complètement rasé en 1918. Sa libération intervient le 7 avril 1918, grâce aux troupes australiennes.

La première Guerre mondiale à Beaucourt-sur-l'Ancre
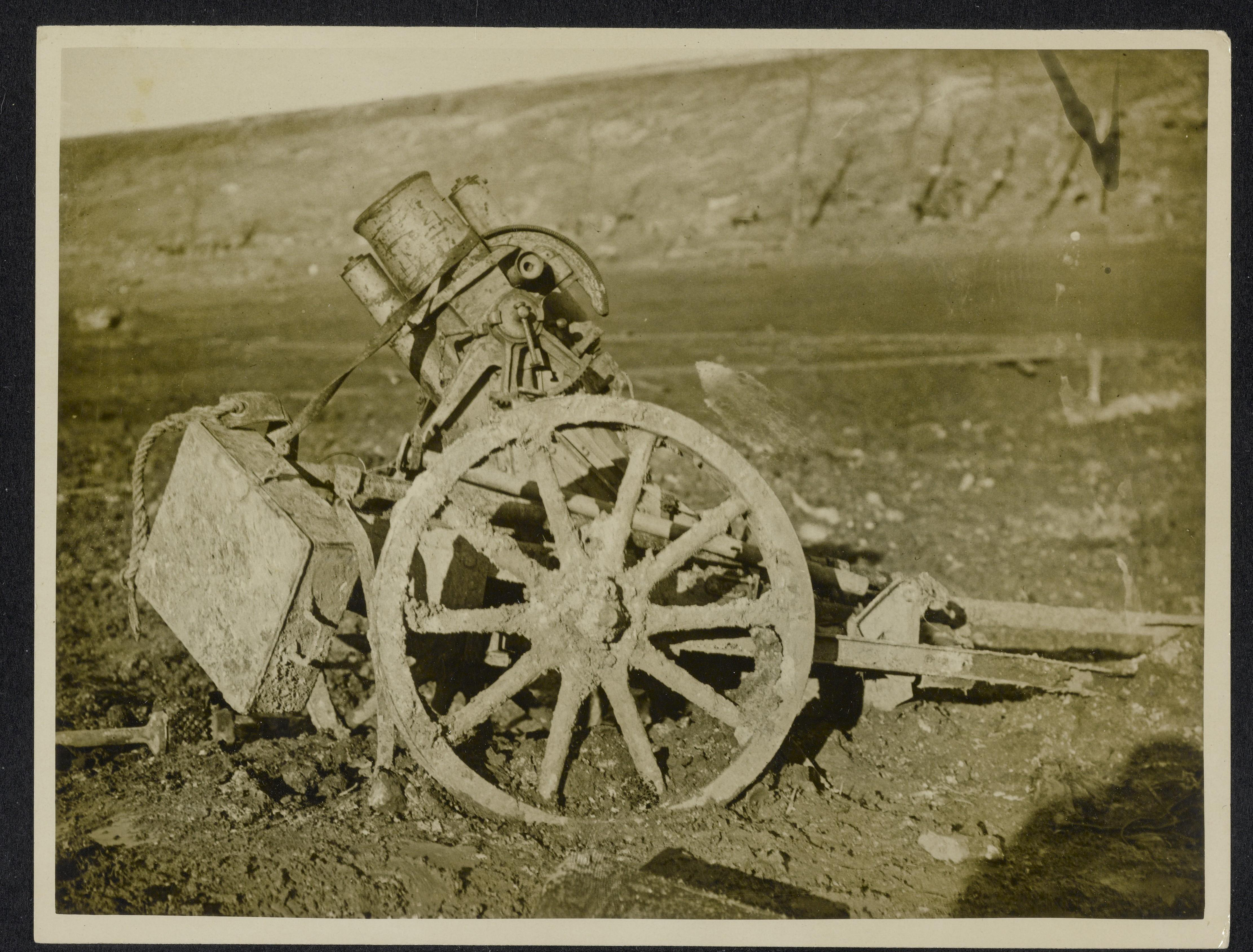
Un obusier de tranchée allemand capturé à Beaucourt sur Ancre.
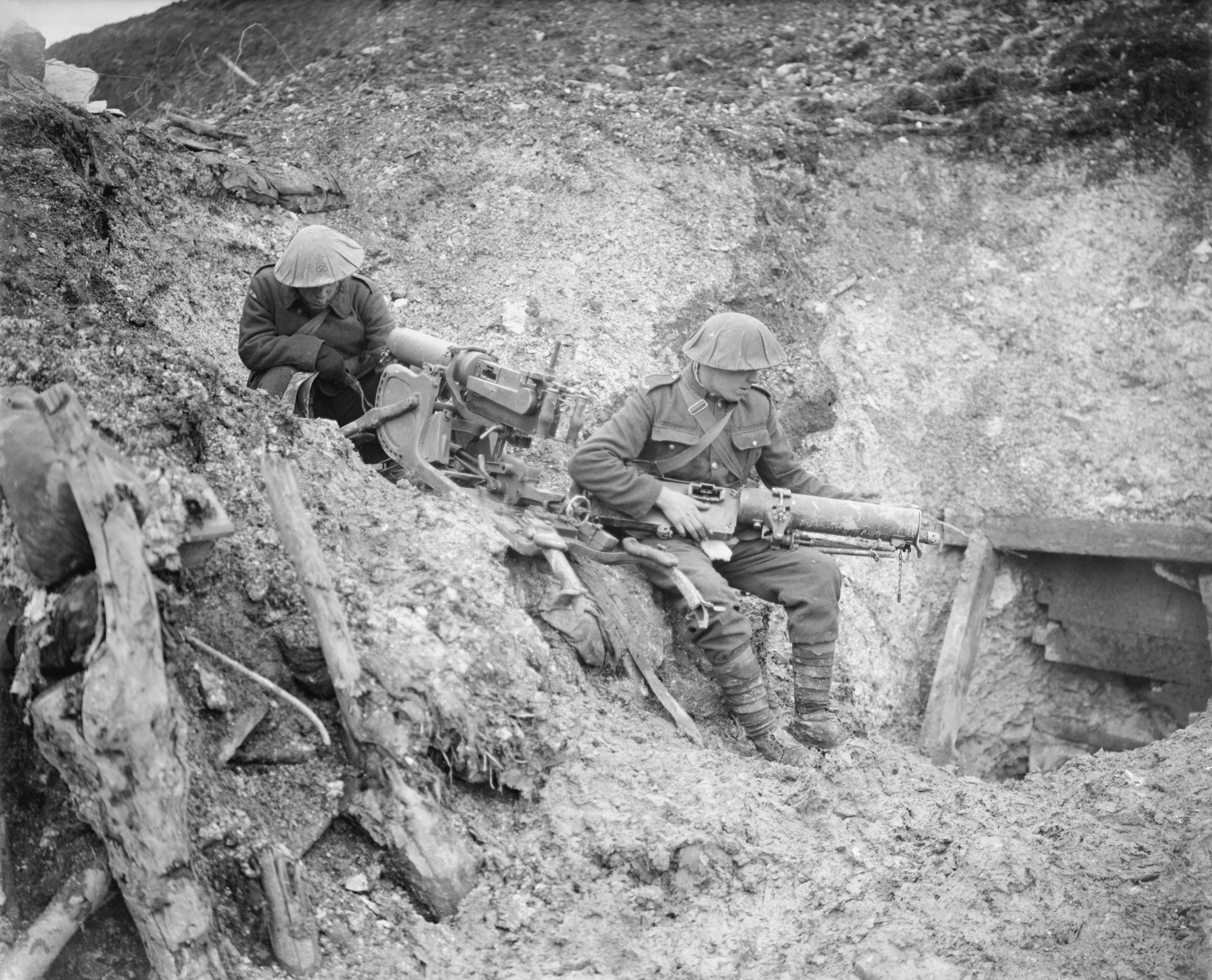
Soldats britanniques examinant des mitrailleuses capturées.
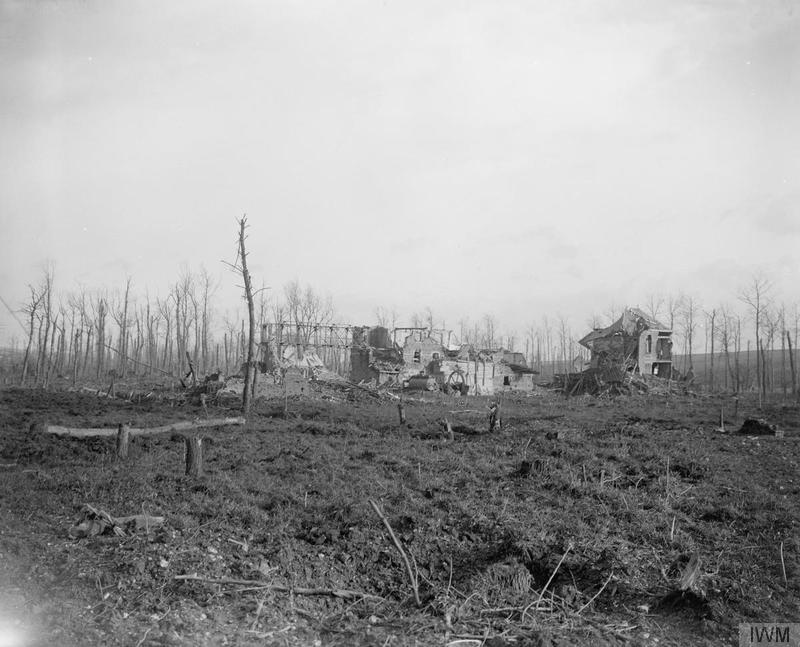
Les ruines du moulin en novembre 1916.
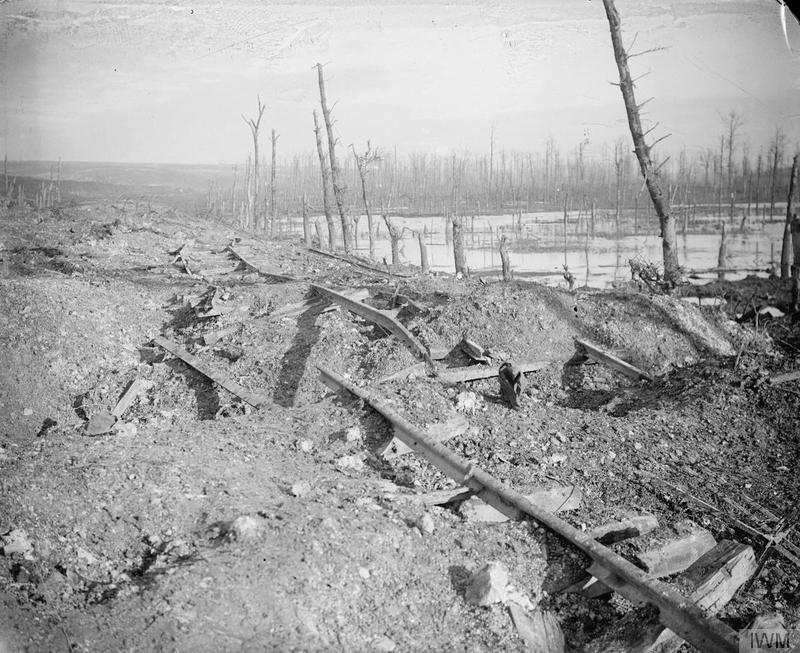
Vestiges du chemin de fer en novembre 1916.
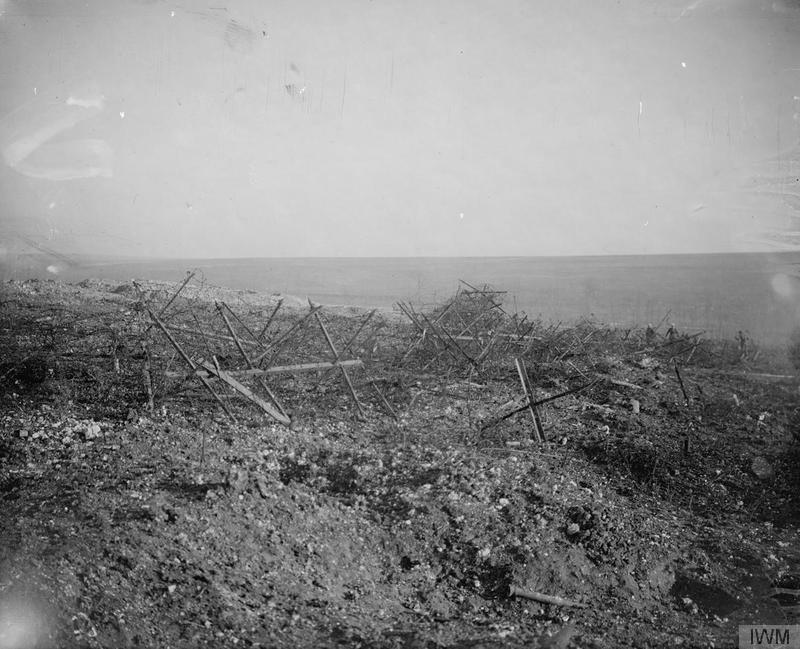
Barbelés allemands.
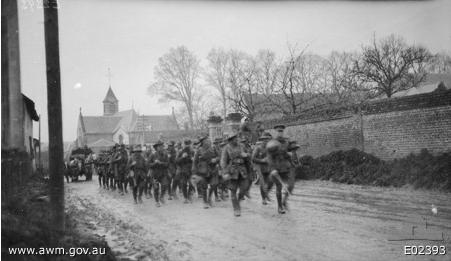
Le 27e bataillon australien libère le village le 7 avril 1918.

Le village est considéré comme détruit à la fin de la guerre et a  été décoré de la Croix de guerre 1914-1918, le 27 octobre 1920.

## Politique et administration

### Intercommunalité
La commune fait partie de la communauté de communes du Pays du Coquelicot, un établissement public de coopération intercommunale (EPCI) à fiscalité propre..

### Liste des maires
| Période                                  | Période                    | Identité              | Étiquette | Qualité             |
| ---------------------------------------- | -------------------------- | --------------------- | --------- | ------------------- |
| Les données manquantes sont à compléter. |                            |                       |           |                     |
| mars 1977                                | 1er Janvier 2021           | Jean-Claude Chatelain | EXD       | Décédé en fonction  |
| mars 2021                                | En cours (au 20 mars 2021) | Jean-Claude Chavatte  |           | Exploitant agricole |

## Population et société
Les habitants sont les Beaucourtois.

### Démographie
L'évolution du nombre d'habitants est connue à travers les recensements de la population effectués dans la commune depuis 1793. Pour les communes de moins de 10 000 habitants, une enquête de recensement portant sur toute la population est réalisée tous les cinq ans, les populations de référence des années intermédiaires étant quant à elles estimées par interpolation ou extrapolation. Pour la commune, le premier recensement exhaustif entrant dans le cadre du nouveau dispositif a été réalisé en 2004.

En 2022, la commune comptait 89 habitants, en évolution de −9,18 % par rapport à 2016 (Somme : −1,26 %, France hors Mayotte : +2,11 %).
| 1793 | 1800 | 1806 | 1821 | 1831 | 1836 | 1841 | 1846 | 1851 |
| ---- | ---- | ---- | ---- | ---- | ---- | ---- | ---- | ---- |
| 168  | 148  | 193  | 199  | 195  | 209  | 221  | 214  | 239  |

| 1856 | 1861 | 1866 | 1872 | 1876 | 1881 | 1886 | 1891 | 1896 |
| ---- | ---- | ---- | ---- | ---- | ---- | ---- | ---- | ---- |
| 232  | 216  | 171  | 163  | 167  | 155  | 148  | 166  | 158  |

| 1901 | 1906 | 1911 | 1921 | 1926 | 1931 | 1936 | 1946 | 1954 |
| ---- | ---- | ---- | ---- | ---- | ---- | ---- | ---- | ---- |
| 145  | 156  | 150  | 64   | 107  | 165  | 133  | 148  | 138  |

| 1962 | 1968 | 1975 | 1982 | 1990 | 1999 | 2004 | 2006 | 2009 |
| ---- | ---- | ---- | ---- | ---- | ---- | ---- | ---- | ---- |
| 132  | 127  | 111  | 103  | 90   | 87   | 79   | 76   | 97   |

| 2014 | 2019 | 2022 | - | - | - | - | - | - |
| ---- | ---- | ---- | - | - | - | - | - | - |
| 98   | 89   | 89   | - | - | - | - | - | - |

### Manifestations culturelles et festivités
La Poziéroise est une randonnée VTT et pédestre autour de Pozières. Sa 26e édition a eu lieu le 25 août 2019 entre Pozières, Courcelette, Pys, Miraumont, Aveluy, Mesnil-Martinsart, Auchonvillers, Beaumont-Hamel, Authuille, Thiepval, Saint-Pierre-Divion, Beaucourt-sur-Ancre et Grandcourt.

## Économie
L'activité dominante de la commune reste l'agriculture. Il existe également une petite activité artisanale : en 2008, le village compte six agriculteurs, un élevage avicole, une cressonnière et une entreprise de travaux publics.

## Culture locale et patrimoine

### Lieux et monuments
L'église Saint-Pierre a été reconstruite après la guerre de 1914-1918.

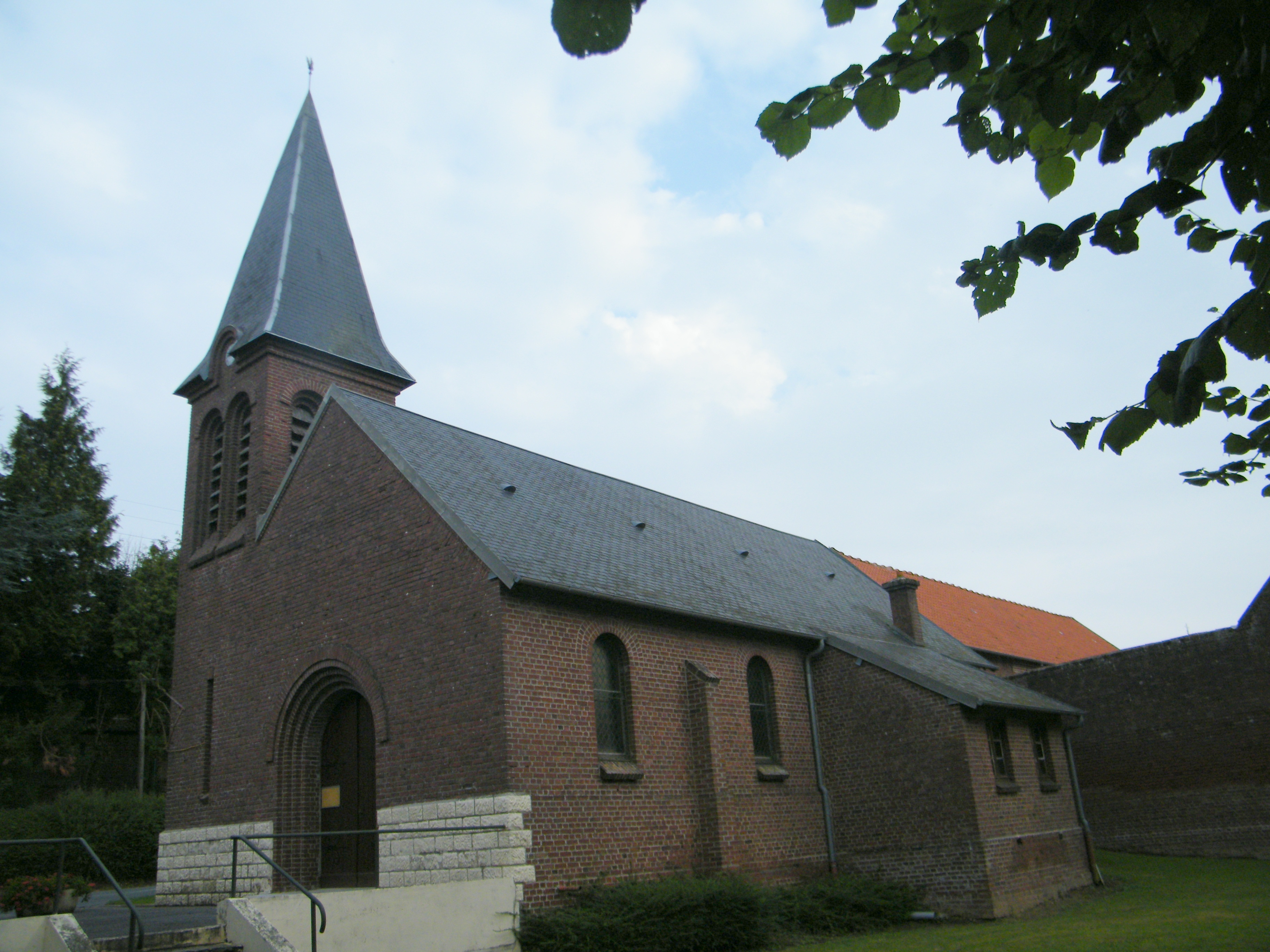
L'église Saint-Pierre.
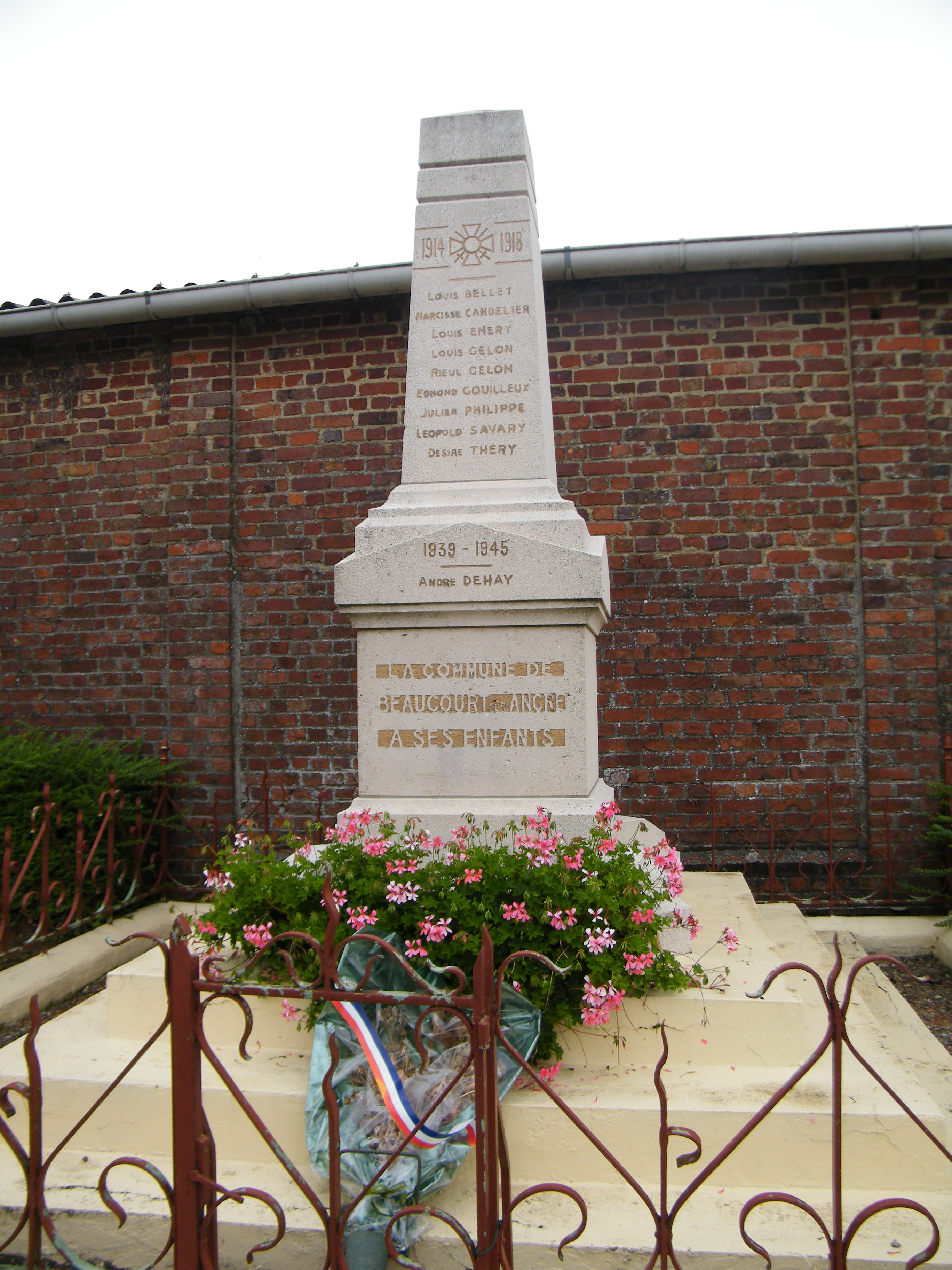
Monument aux morts.
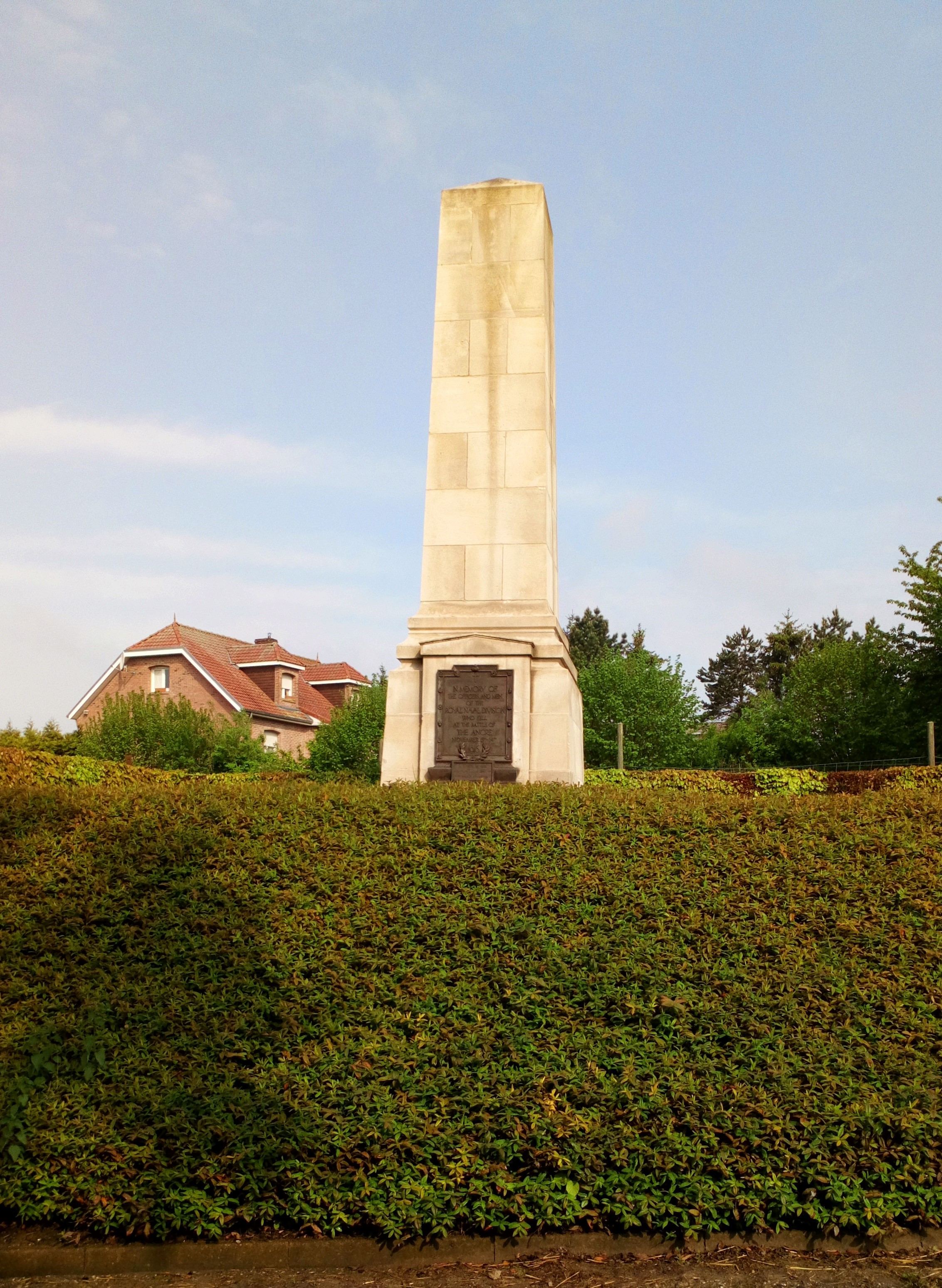
Monument à la Royal Naval Division.
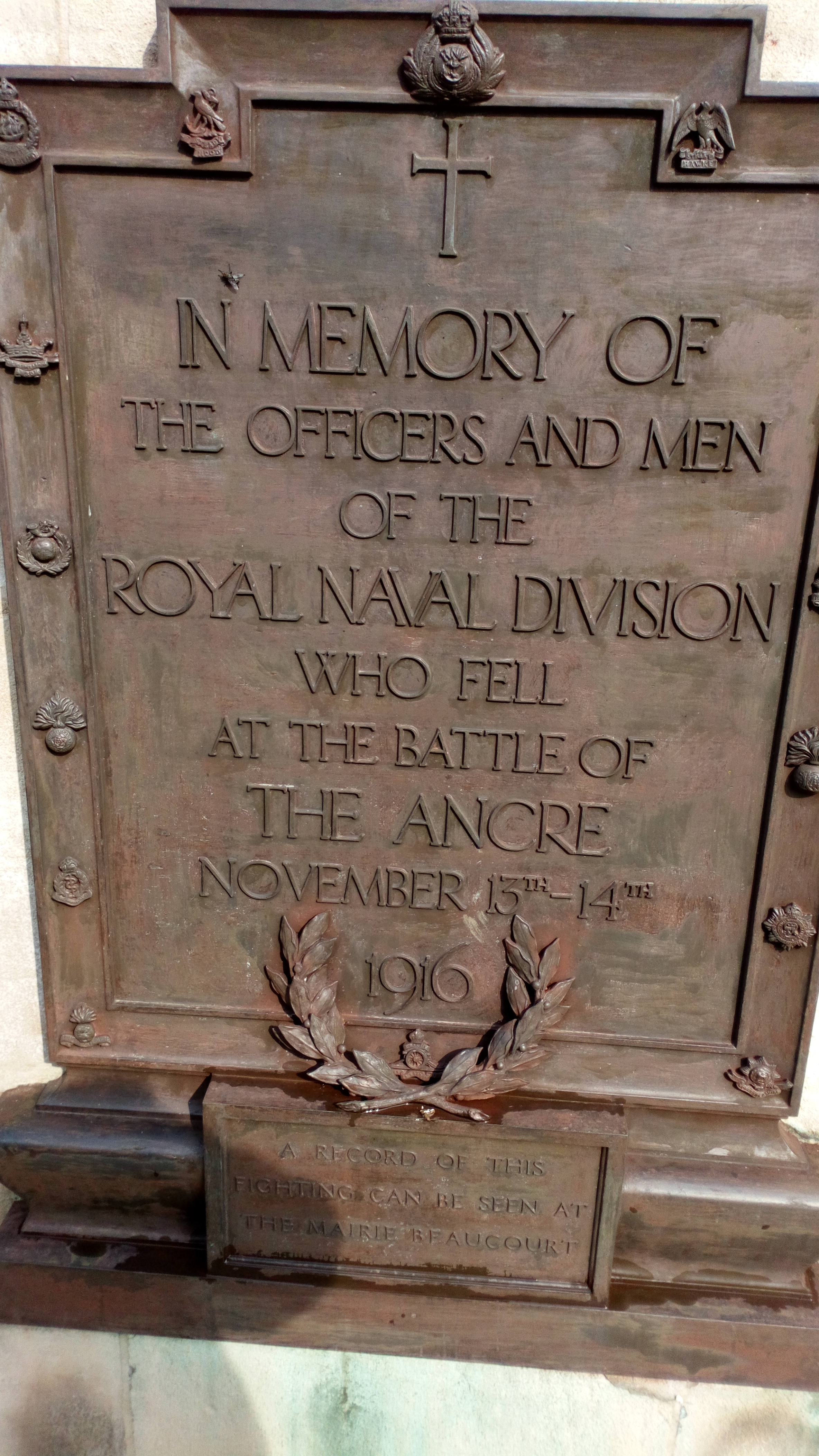
Plaque commémorative du monument.
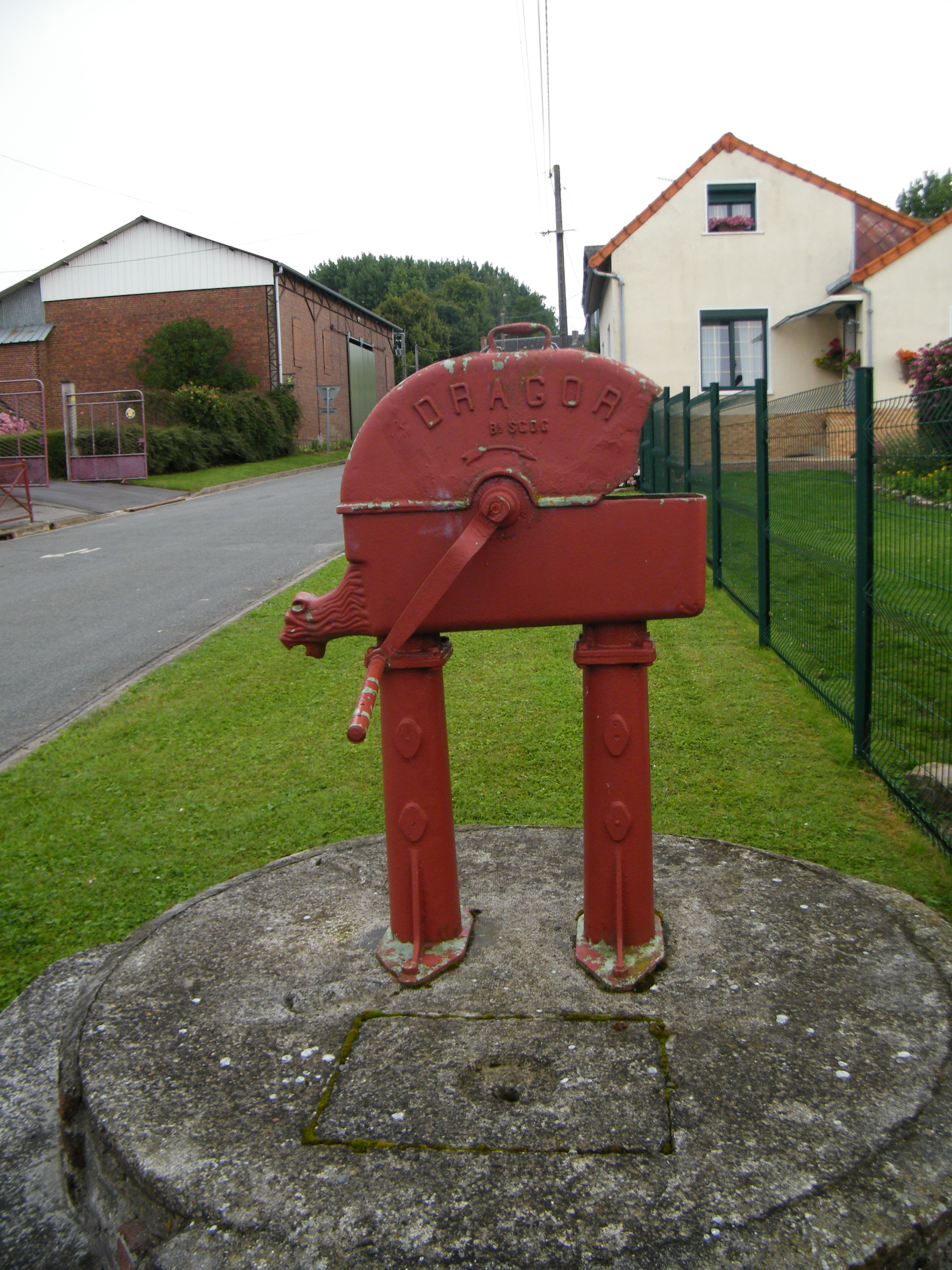
Pompe Dragor.

### Personnalités liées à la commune
- En 1686, André-Marie de Valicourt, portait, entre autres, le titre de seigneur de Beaucourt.[réf. nécessaire]
- En 1750, la seigneurie était détenue par M. Souillart[16].